# Дзвоники Кладна
{{#ifeq:0|0|{{#if:Campanula kladniana|{{#if:|[[]}}|[[]]}}}}
Дзвоники Кладна (Campanula kladniana) — вид квіткових рослин з родини дзвоникових. Батьківщиною цього виду є східні та південні Карпати — Румунія, Україна.

## Морфологічна характеристика
Це багаторічна рослина 10–15 см заввишки. Рослина гола чи в нижній частині розсіяно запушена. Прикореневі листки ниркоподібні, городчато-зубчасті. Стебла 1-2-квіткові, рідше в нещільних китицях. Квітки темно-лілові, 15–20 мм завдовжки. Коробочка гладка.

## Середовище проживання
Верхня межа лісу, криволісся, росте на гірських луках, кам'янистих схилах.